# التركيبة السكانية لكوريا الشمالية
تحدد التعدادات الوطنية والتقديرات الدولية التركيبة السكانية لكوريا الشمالية. أجرى المكتب المركزي للإحصاء في كوريا الشمالية آخر تعداد للسكان في عام 2008، حيث بلغ عدد السكان 24 مليون نسمة. تبلغ الكثافة السكانية في كوريا الشمالية 199.54 نسمة لكل كيلومتر مربع وقُدّر العمر المتوقع لعام 2014 بـ 69.81 سنة. في عام 1980، ارتفع عدد السكان بمعدل شبه ثابت، ولكنه كان منخفضًا (0.84% من التعدادين). منذ عام 2000، فاق معدل المواليد في كوريا الشمالية معدل الوفيات، وكان النمو الطبيعي إيجابيًا. في ما يتعلق بالتركيبة العمرية، تهيمن الفئة التي يتراوح عمرها بين 15 و64 عامًا (68,09%) على السكان. يبلغ متوسط عمر السكان 32,9 سنة، ونسبة الذكور إلى الإناث 0.95: 1. منذ أوائل تسعينيات القرن العشرين، استقر معدل المواليد تقريبًا، فبلغ متوسطه طفلان لكل امرأة، بعد أن كان 3 أطفال في أوائل ثمانينيات القرن العشرين.
ورد في كتاب حقائق العالم أن كوريا الشمالية متجانسة عنصريًا وتحتوي على جالية صينية صغيرة وعدد قليل من اليابانيين الإثنيين. أدرج تعداد السكان لعام 2008 جنسيتين: كورية (99,998%) وأخرى (0,002%). ضمت لإمبراطورية اليابان كوريا في عام 1910، حيث احتل اليابانيون شبه الجزيرة الكورية. في عام 1945، حيث هُزمت اليابان في الحرب العالمية الثانية، انقسمت كوريا إلى منطقتين محتلتين: الشمالية التي احتلها الاتحاد السوفيتي والجنوبية التي احتلتها الولايات المتحدة. فشلت مفاوضات توحيد المنطقتين، وفي عام 1948، أُنشئت دولتين منفصلتين: كوريا الشمالية وكوريا الجنوبية.
اللغة الرسمية في كوريا الشمالية هي الكورية. يرد في كتاب الحقائق العالمي ذكر الديانات «البوذية التقليدية والكونفوشية والمسيحية وعقيدة الشوندوغيو»، ولكنه يذكر كذلك أن «الأنشطة الدينية المستقلة حاليًا غير موجودة تقريبًا، وتوجد جماعات دينية ترعاها الحكومة كصورة وهمية عن الحرية الدينية.» منذ عام 2008، بلغت نسبة السكان الذين تزيد أعمارهم عن 5 أعوام والحاصلين على تعليم أكاديمي 8.86 %. في عام 2000، أنفقت كوريا الشمالية 38.2% من نفقاتها على التعليم والتأمين الاجتماعي والضمان الاجتماعي. في عام 2012، أشارت التقديرات إلى أن نصيب الفرد من الناتج المحلي بلغ 1800 دولار. يُعتبر بناء الآلات وتصنيع المنتجات المعدنية والمنتجات العسكرية والمنسوجات من أهم مصادر العمالة. في عام 2006، تراوح معدل البطالة بين 14.7% و36.5%. في عام 2008، بلغ التعداد السكاني للأسر المعيشية 5,887,471 نسمة، وبمتوسط 3.9 شخص لكل بيت. في عام 2001، بلغ متوسط معدل التحضر 60.3%.
خلال المجاعة الكورية الشمالية في الفترة 1994-1998، مات نحو 240,000 إلى 3,500,000 شخصًا بسبب المجاعة أو الأمراض المرتبطة بالجوع، وبلغت أعداد الوفيات ذروتها في عام 1997. أفاد تقرير لمكتب تعداد الولايات المتحدة لعام 2011 أن العدد المحتمل للوفيات الإضافية بين عامي 1993 و2000 تراوح من 500,000 إلى 600,000 شخص.

## تاريخ تقارير التركيبة السكانية
كان كتاب الإحصاء السنوي لعام 1963 آخر نشرة رسمية تكشف عن الأرقام السكانية إلى أن صدرت بيانات رسمية في عام 1989. بعد عام 1963، استخدم علماء الديمغرافيا أساليب مختلفة لتقدير عدد السكان. غالبًا ما قُدّر عدد السكان نسبة إلى المندوبين المنتخبين في مجلس الشعب الأعلى (مثّل كل مندوب 50 ألف شخص قبل عام 1962 و30 ألف شخص بعد ذلك) أو اعتُمد على بيانات رسمية تفيد بأن عددًا معينا من الأشخاص، أو نسبة مئوية من السكان، يمارسون نشاطًا معينًا. هكذا، وبناء على الملاحظات التي أبداها الرئيس كيم إيل سونغ في عام 1977 بشأن الالتحاق بالمدارس، بلغ عدد السكان في ذلك العام 17.2 مليون نسمة. خلال ثمانينيات القرن العشرين، أصبحت الإحصاءات الصحية، بما في ذلك العمر المتوقع وأسباب الوفيات، متاحة تدريجيًا للعالم الخارجي.
في عام 1989، أصدر المكتب المركزي للإحصاء بيانات تتعلق بالتركيبة السكانية إلى صندوق الأمم المتحدة للسكان لضمان مساعدة الصندوق في إجراء أول تعداد سكاني على مستوى كوريا الشمالية منذ تأسيس جمهورية كوريا الشعبية الديمقراطية في عام 1946. على الرغم من أن الأرقام التي جرى تقديمها إلى الأمم المتحدة ربما تعمّد تزييفها، يبدو أن النظام الكوري الشمالي، تماشيًا مع محاولات أخرى للانفتاح على العالم الخارجي، انفتح كذلك في مجال التركيب السكاني. على الرغم من افتقار الدولة إلى خبراء ديمغرافيين متدربين، يوجد بيانات دقيقة عن تعداد الأسر المعيشية والهجرة والولادات والوفيات متاحة لسلطات كوريا الشمالية.
وفقًا للباحث الأميركي نيكولاس إيبرستادت وعالمة السكان جوديث بانيستر، تحتفظ الوكالات بالإحصاءات الحيوية والمعلومات الشخصية عن السكان مستوى الري أو الني (القرية، والوحدة الإدارية المحلية) في المناطق الريفية ومستوى الدونغ (المقاطعة أو الحي) في المناطق الحضرية.
كان من المقرر إجراء التعداد المقبل في عام 2018.

## الحجم ومعدل النمو
في الدراسة التي أجراها إيبرستادت وبانيستر عام 1992 بعنوان سكان كوريا الشمالية، استخدما البيانات المقدمة إلى صندوق الأمم المتحدة للسكان وأجريا تقييماتهم الخاصة. بلغ مجموع السكان 21.4 مليون نسمة في منتصف عام 1990، وتألف من 10.6 مليون من الذكور و10.8 مليون من الإناث. يقترب هذا الرقم من تقدير بلغ 21,9 مليون شخص في منتصف عام 1988 والذي ورد ذكره في الطبعة 1990 من كتاب التركيبة السكانية السنوي الذي نشرته الأمم المتحدة. وفقًا لكتاب استعراض كوريا، من تأليف بانغ هوان جو ونشر دار اللغات الأجنبية في عام 1987، بلغ التعداد السكاني لعام 1986 نحو 19.1 مليون نسمة.

### نسبة الذكور إلى لإناث
تكشف الأرقام التي صرحت الحكومة بها عن انخفاض غير طبيعي في نسبة الذكور إلى الإناث، ففي عامي 1980 و1987، بلغت نسبة الذكور إلى الإناث 86.2 إلى 100، و84.2 إلى 100، على التوالي. عادة ما يُعزى انخفاض نسب الذكور إلى الإناث للحرب، إلا أن هذه الأرقام كانت أقل من معدل الذكور البالغ 88.3 لكل 100 أنثى المسجل في عام 1953، وهو العام الأخير للحرب الكورية. كان من المتوقع أن تعود نسبة الذكور إلى الإناث إلى المستوى الطبيعي مع مرور السنوات، كما حدث بين عامي 1953 و1970، حيث بلغت النسبة 95.1 ذكرًا لكل 100 أنثى. لكن النسبة انخفضت بعد عام 1970. يشير إيبرستادت وبانيستر إلى أن أرقام السكان الذكور والإناث كانت تشمل قبل عام 1970 مجموع السكان جميعًا، ما أسفر عن بلوغ نسبة الذكور التسعين، واستُبعد لاحقًا السكان العسكريون الذكور من الأرقام السكانية.
استنادًا إلى الأرقام التي قدمها المكتب المركزي للإحصاء، يقدر إيبرستادت وبانيستر العدد الفعلي للعسكريين في كوريا الشمالية 1.2 مليون نسمة بحلول عام 1986، وأن نسبة الذكور إلى الإناث الفعلية بلغت 97.1 من الذكور إلى 100 من الإناث في عام 1990. إذا كانت تقديراتهم صحيحة، فإن 6.1% من مجموع سكان كوريا الشمالية يعملون في المؤسسة العسكرية، وهي خامس أكبر قوة عسكرية في العالم، في أواخر ثمانينيات القرن العشرين (رابع أكبر قوة عسكرية في عام 2006).
استُنتج في دراسة استقصائية أُجريت في عام 2017 أن المجاعة تسببت باختلال ديمغرافية كوريا الشمالية، وأثرت بشكل خاص على الرضع الذكور. تشكل النساء اللواتي تتراوح أعمارهن بين 20 و24 عامًا نسبة %4 من السكان، في حين لم تتجاوز نسبة الرجال من الفئة العمرية ذاتها سوى 2.5% من السكان.

### معدل النمو
بلغ النمو السكاني السنوي في عام 1960 نحو 2.7 %، وارتفع إلى 3.6% في عام 1970، وانخفض إلى 1.9% في عام 1975. يعكس هذا التدني انخفاضًا كبيرًا في معدل الخصوبة: إذ انخفض متوسط عدد الأطفال المولودين من 6.5 لكل امرأة في عام 1966 إلى 2.5 في عام 1988. بافتراض أن البيانات موثوقة، قد يُعزى انخفاض معدلات النمو والخصوبة إلى تأخر الزواج والتحضر ومحدودية مساحة السكن والمساواة بين الذكور والإناث في ساعات العمل. تشير تجربة الدول الاشتراكية الأخرى إلى أن مشاركة المرأة على نطاق واسع في القوة العاملة غالبًا ما تواكب توقعات الدور الأكثر تقليدية، وبعبارة أخرى، ما تزال النساء مسؤولة عن الأعمال المنزلية والتربية. قد تكون النسبة المئوية العالية للذكور الذين تتراوح أعمارهم بين 17 و26 عامًا أسهمت في انخفاض معدل الخصوبة.
وفقًا لبيانات إيبرستادت وبانيستر، بلغ معدل النمو السكاني السنوي في عام 1991 نحو 1.9%. بيد أن كتاب الحقائق العالمي الصادر عن وكالة الاستخبارات المركزية قدر أن معدل النمو السكاني السنوي في كوريا الشمالية بلغ 1% في عام 1991، وانخفض منذ ذلك الحين إلى 0.4% بحلول عام 2009.